# Felipe de Francia (1730-1733)
Felipe de Francia (30 de agosto de 1730-7 de abril de 1733), fue un príncipe francés, hijo del rey Luis XV de Francia y de su esposa la princesa polaca María Leszczyńska. Fue el segundo hijo varón y su nacimiento fue recibido con mucha alegría ya que al ser varón sus padres pensaban que los Borbones reinarían por más años en Francia. Su padre tenía 20 años cuando lo tuvo, su madre tenía 27.

## Vida en Versalles
Felipe fue muy unido a sus hermanas gemelas Luisa Isabel y Ana Enriqueta y más aún a su hermano el Delfín de Francia, siendo este un año mayor que él. En 1733, la muerte de su hermana mayor la princesa María Luisa a causa de un resfrío afecto muchísimo a todos los hijos del rey. Al ser un niño enfermizo fue separado de sus hermanos mayores y comenzó a ser cuidado por sus propias niñeras y ayas elegidas especialmente para cuidarlo, mujeres supersticiosas que le dieron brebajes para supuestamente atraer la salud al niño, poniéndole también imágenes religiosas entre las ropas y hasta mezclaron su comida con tierra de la tumba de San Medardo para curarlo, lo que no hizo más que acelerar la muerte: En su autopsia se encontró gran cantidad de tierra en sus intestinos, lo que le produjo un fallo multiorgánico; fue enterrado en la basílica de Saint Denis el 7 de abril de 1733.
Tenia 4 hermanos mayores:
Luisa Isabel, Ana Enriqueta, El Delfín Luis Fernando y  María Luisa.
Y 4 hermanas menores:
Adelaida, Victoria, Sofía, Teresa y Luisa María.
- Datos: Q2432279